# Hossain Faraki
Hossain Faraki ( em persa): حسین فرکی (também conhecido como Hossein Faraki, ( 22 de Março de 1957 é um antigo futebolista iraniano e treinador.

## Carreira profissional

### Clubes
Ela ocupou a maior parte da sua carreira jogando no Pas Tehran. Faraki era o maior goleador da Liga Iraniana de Futebol em 1978, quando a liga terminou devido às convulsões políticas que conduziram ao fim da ditadura do Xá Mohammad Reza Pahlevi e à revolução de 1979.
Faraki também jogou pelo Al-Shaab dos Emirados Árabes Unidos no tempo em que Heshmat Mohajerani era treinador desse clube..

### Carreira internacional
Faraki jogou pela Seleção Iraniana de Futebol e participou na Copa do Mundo de 1978.

## Treinador
Quando Branko Ivankovic foi treinador da Seleção Iraniana de Futebol, Faraki foi assistente técnico. Também foi treinador da Selecção daquele país na categoria de sub-23 de 2003 a 2006.